# Acomodação (oftalmologia)

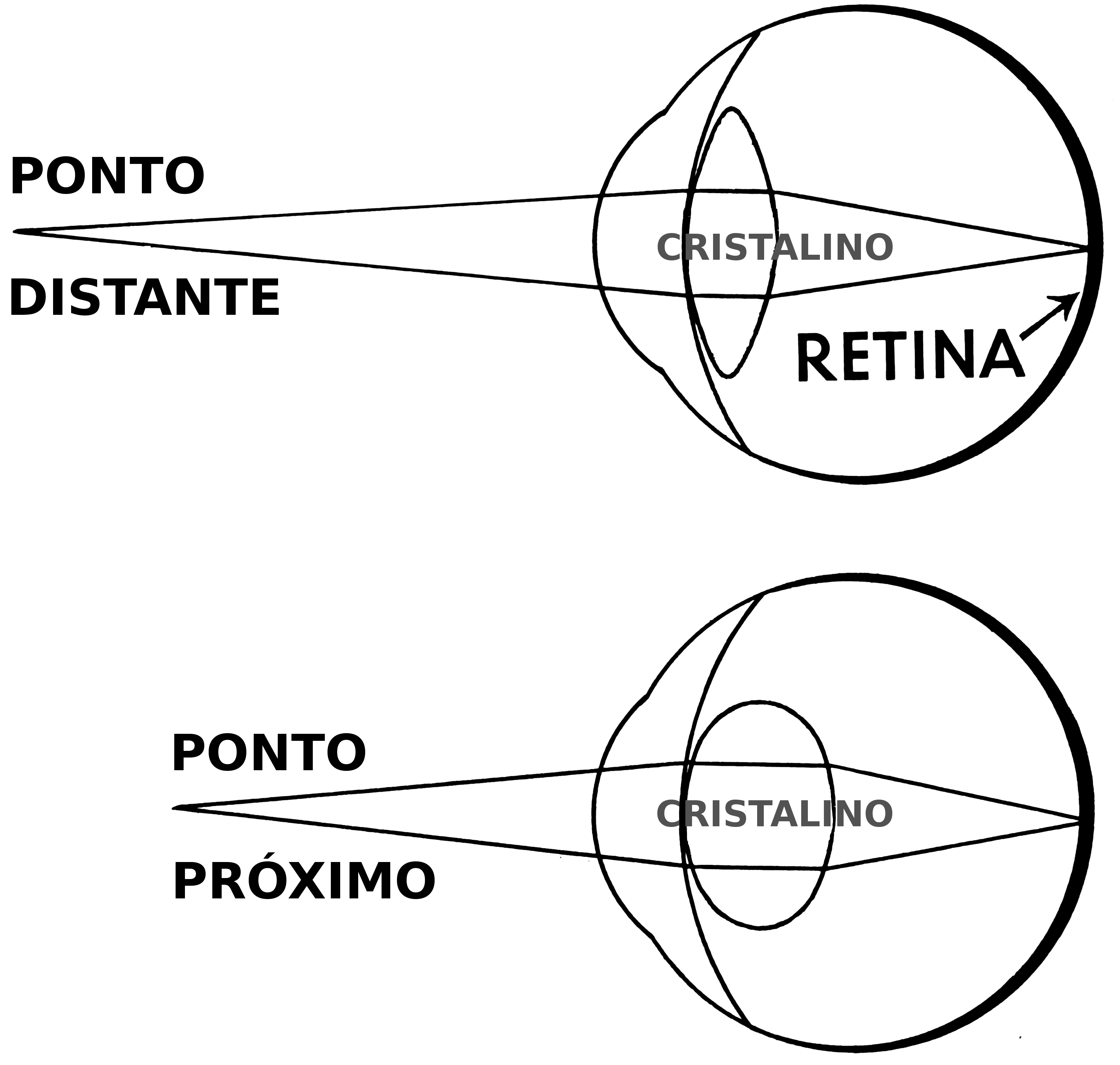
Mínima (acima) e máxima acomodação (abaixo)

Acomodação do cristalino é uma ação conjunta entre a capacidade de variação na geometria do cristalino e a contração ou o relaxamento realizado pelos músculos ciliares (que seguram o cristalino) com a finalidade de poder focalizar a imagem e permitir que a visualização dos objetos não fique ruim (embaçada, por exemplo).
Quando o músculo ciliar se contrai, ele movimenta todo o corpo ciliar para frente, fazendo com que o cristalino aumente sua curvatura, ficando mais esférico. Isto permite a observação de objetos mais próximos. Já quando o músculo ciliar relaxa, o cristalino se estica e fica com a curvatura menor, mais achatado, para focalizar objetos distantes.

## Contexto histórico
A demonstração científica do processo de acomodação, e a capacidade de aumentar o poder dióptrico (de refração) de uma estrutura interna como o cristalino no processo óptico, foi realizada por Thomas Young, um oftalmologista britânico, em 1801. O experimento, conhecido como experimento de Young, consistiu na aplicação de um grampo para o nível anterior e posterior do globo ocular do mesmo cientista, para avaliar a presença de fosfenos no caso de alongamento axial e consequente estresse da retina. A ausência de tal fenômeno perceptivo demonstrou que a capacidade acomodativa não está vinculada a um alongamento ou encurtamento do olho, mas a um mecanismo interno da adaptação óptica.
Hermann von Helmholtz, médico, fisiologista e físico alemão, em 1837 demonstrou através da utilização do oftalmoscópio que ele projetou, a variação efetiva de curvatura da superfície anterior do cristalino.

## Transtornos relacionados à acomodação
- Esotropia acomodativa[3]
- Espasmo de acomodação[4][5]
- Hipermetropia latente[6]
- Miopia[7]
- Presbiopia[8]
- Pseudomiopia[5]